# Sousafone

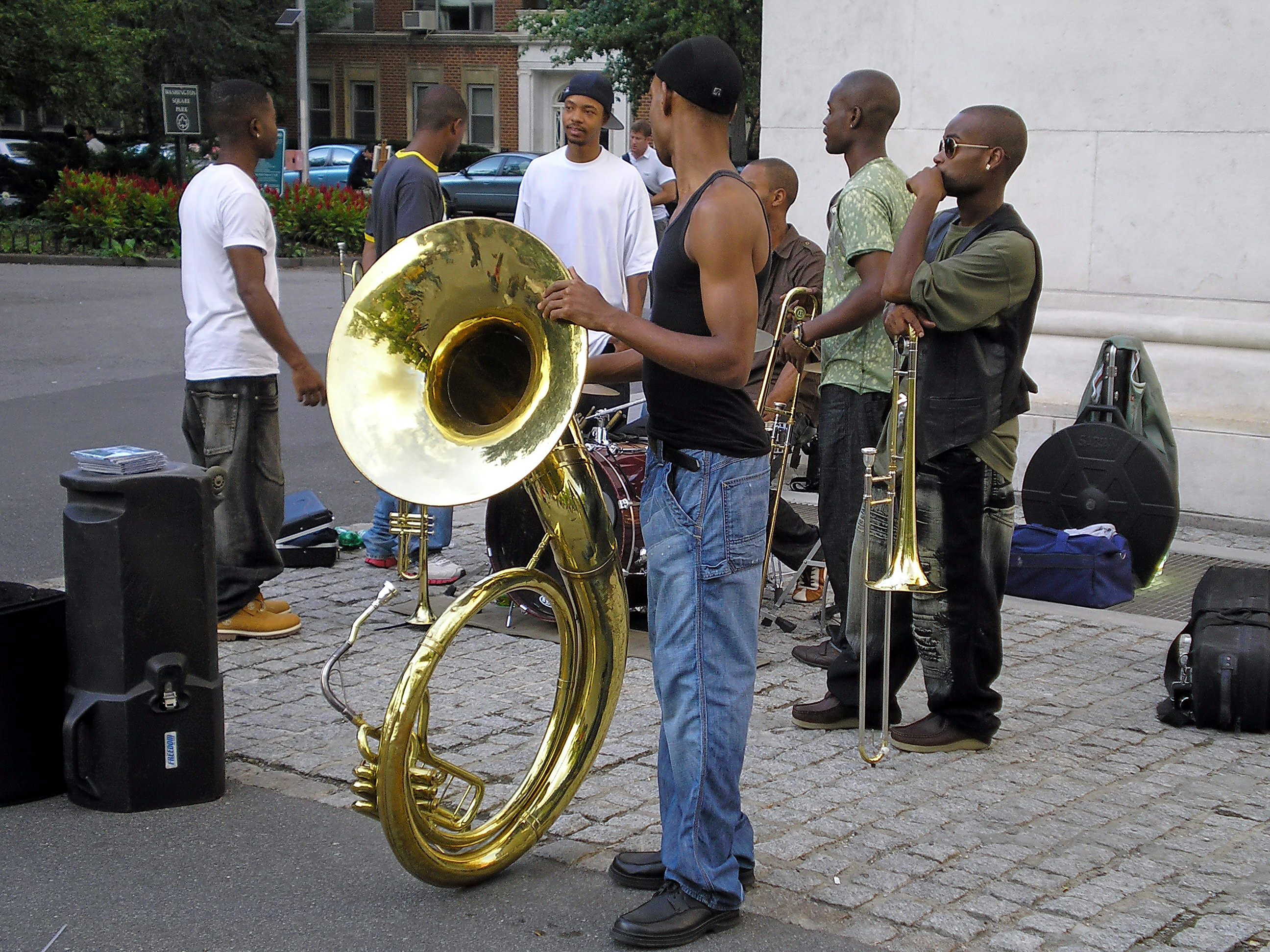
Um sousafone

Sousafone é um instrumento de sopro da família dos metais. Trata-se de uma tuba especial que o executante apoia no ombro para que possa executá-la enquanto anda ou marcha. É o maior dos instrumentos de sopro.
O instrumento foi idealizado por John Philip Sousa, compositor dos Estados Unidos, considerado o Rei das Marchas, que necessitava de um instrumento capaz de produzir sons graves durante a marcha.
John Philip Sousa era filho de pai português (João António) e mãe alemã (Maria Elisabeth Trinkhaus).